# Martina Pokorná
Martina Pokorná (* 21. srpna 1974 Turnov) je česká politička a právnička, v letech 2009 až 2010 místopředsedkyně Strany zelených, v letech 2004 až 2008 zastupitelka Libereckého kraje, od roku 2006 do roku 2014 zastupitelka města Turnova.

## Život
Po absolvování turnovského gymnázia vystudovala na Právnické fakultě Univerzity Karlovy v Praze. Od roku 1998 pracuje v notářské kanceláři, od roku 2002 jako zástupkyně notářky. Od roku 2014 je notářkou, nyní v Turnově.
V roce 2003 spoluzakládala občanské sdružení S drakem rval se Michael (a stále mu předsedá), které se věnuje krajině Českého ráje a bojuje proti výstavbě dálnice D35 přes toto území.
Martina Pokorná je svobodná a má dva syny (Vojtěch a Antonín), bydlí v Turnově.

## Politické působení
V letech 1998 až 2003 byla členkou US-DEU. Do politiky se pokoušela vstoupit, když v komunálních volbách v roce 1998 kandidovala za tuto stranu do Zastupitelstva města Turnova, ale neuspěla. Podobně se nedostala do zastupitelstva ani v komunálních volbách v roce 2002. Později působila ve Straně pro otevřenou společnost. V roce 2006 vstoupila do Strany zelených a za ni byla v komunálních volbách v roce 2006 zvolena (v rámci subjektu "Turnovská koalice") zastupitelkou města Turnova. V komunálních volbách v roce 2010 a 2014 svůj mandát obhájila. Po volbách v roce 2014 se svého mandátu vzdala.
V krajských volbách v roce 2004 kandidovala jako nestraník za Stranu pro otevřenou společnost do Zastupitelstva Libereckého kraje a stala se krajskou zastupitelkou. Ve funkci působila do roku 2008.
Ve volbách do Evropského parlamentu v roce 2009 kandidovala za Stranu zelených, ale neuspěla (Zelení se totiž do Evropského parlamentu nedostali).
V prosinci 2009 byla na sjezdu Strany zelených zvolena 2. místopředsedkyní, když získala 138 hlasů (porazila tak Zuzanu Drhovou a Moniku Štayrovou). Tuto pozici zastávala do listopadu 2010.
Ve volbách do Poslanecké sněmovny PČR v roce 2006 kandidovala za Stranu zelených v Libereckém kraji, ale neuspěla. Stejně tak neúspěšně pro ni dopadly volby do Poslanecké sněmovny PČR v roce 2010, kdy byla lídryní Strany zelených v Libereckém kraji. Do Sněmovny PČR se nedostala ani potřetí ve volbách v roce 2013.